# Simón Linares
Simón Linares (Municipio Carache, Estado Trujillo, Venezuela; 10 de febrero de 1881- Barquisimeto, Estado Lara, Venezuela; 28 de julio de 1939) fue un médico venezolano, hijo del político y militar, el general Pedro Linares.

## Biografía
Primer hijo del matrimonio del General de División Pedro Linares y su Isabel Viloria de Linares. Cursó bachillerato en el Colegio Nacional de segunda categoría de Carache, otorgándole el grado de bachiller el rector José Rafael Pacheco el 12 de agosto de 1898.
Se matriculó en la Universidad Central de Venezuela para cursar primer año de medicina en septiembre de 1898.Tuvo clases profesores destacados como los doctores Luis Razetti, Miguel R. Ruiz, José Gregorio Hernández y E. Meier Flegel. Estudio química médica, medicina legal y toxicología, en sexto año de la carrera, en la Universidad de Carabobo.
Como tesis de grado entregó el tema La hiperleucocitosis permanente y su valor diagnóstico en las superaciones profundas. Le fue otorgado el título de Doctor en ciencias médicas el 21 de enero de 1903 por el rector J. A Baldo.
Perfeccionó sus estudios en Europa principalmente en Francia y Alemania. En París, amplió sus estudios con posgrados, regresando al país a finales de 1906. Ejerció la profesión médica en varios estados-ciudades del país como El Tocuyo, el Estado Guárico y principalmente en Barquisimeto, Estado Lara. En de agosto de 1922 abrió una clínica médico—quirúrgica en Valencia (Venezuela) y en febrero de 1923 fue nombrado médico de sanidad en la misma ciudad. Luego en Puerto Cabello, ejerció mismo cargo por nueve años seguidos.
A pesar de la extensa carrera política que desempeñó su padre, se mantuvo distanciado, pese a las múltiples veces que recibió propuestas para ser parte de la misma, para ocupar funciones notorias.
Con su esposa Ana María Perez Aranguibel tuvieron seis hijos: Simón, Pedro, Manuel, María Isabel, Luisa, Herminia y Juan Bautista. Posteriormente al quedar viudo de su primera esposa, contrajo matrominio nuevamente con Josefa Maria Azuaje, de dicho enlace nacieron otros seis hijos: María Consuelo, Maria de Lourdes, Rafael Jose Alberto, Julieta y Teresita, se preocupó por la educación de sus hijos, ayudando a que obtuvieran sus carreras universitarias.
Sus últimos años los vivió en Barquisimeto, allí realizó diversas labores caritativas en conjunto del ejercicio de la medicina. Finalmente falleció en Barquisimeto el 28 de julio de 1939.